# BOWL
BOWL（ボウル）は新潟県出身のロックバンドである。2001年末結成。2005年徳間ジャパンコミュニケーションズよりメジャーデビュー。メンバー全員メガネをしていた。初期はWEEZERを彷彿とさせるパワーポップよりな英詞の曲も存在していたがアルバムその向こうへからは日本語詞の曲が主になっていった。2007年2月3日をもって解散。

## メンバー
- 丸山和弘（まるやまかずひろ、2月20日 - ）ボーカル・ギター

使用ギターはフェンダージャズマスターやフライングV  影響を受けたバンドなどはマッドカプセルマーケッツなど 
路上で弾き語りしていた際にギターの中村太郎に声をかけられBOWLに参加した
解散後の2007年2月4日、「赤靴」として活動開始。その後2012年に活動休止し現在は泡として活動中
- 中村太郎（なかむらたろう、1月12日 - ）ギター・コーラス

使用ギターはフェンダーテレキャスター
使用アンプはオレンジや改造マーシャル等を使用し
自作のエフェクターなどを使っている。
影響を受けたバンドはThe smashing pumpkinsなどで開放弦を絡めたアルペジオプレイが特徴。
- 錦戸篤（にしきどあつし、12月5日 - ）ベース・コーラス
- 寺崎経幸（てらさきつねゆき、2月19日 - ）ドラム・コーラス

## ディスコグラフィー

### シングル
- ...happy？（2001年12月）
  1. ボロボロ
  2. forget
- howdy howdy boo（2002年8月）
  1. その向こうへ
  2. いつもここに
- happy happy（2003年3月5日）
  1. happy happy
  2. in my life
  3. shake it
- 上弦の月（2004年5月23日）
  1. 上弦の月
  2. our songs

|     | 発売日         | タイトル       | 規格品番   | 収録曲 | 備考           |
| --- | -------------- | -------------- | ---------- | --- | -------------- |
| 1st | 2005年8月24日  | 99%            | MJCD-23007 | 1. 99%（遊☆戯☆王デュエルモンスターズGX主題歌） 2. 上弦の月 3. 99%(インスト) 4. 上弦の月(インスト)                                                       | マーベラスAQL  |
| 2nd | 2006年11月22日 | ティアドロップ | COCC-15947 | 1. ティアドロップ（遊☆戯☆王デュエルモンスターズGX主題歌） 2. 空っぽの両手に 3. ティアドロップ(オリジナルカラオケ) 4. 空っぽの両手に(オリジナルカラオケ) | 日本コロムビア |

### ミニアルバム
|     | 発売日         | タイトル       | 規格品番   | 収録曲                                                                   | 備考                             |
| --- | -------------- | -------------- | ---------- | ------------------------------------------------------------------------ | -------------------------------- |
| 1st | 2003年11月26日 | UP!!           | TNER-0005  | 1. 花 2. forget 3. いつもここに 4. fish&chips 5. ボロボロ                | Tricycle ENTERTAINMENT           |
| 2nd | 2005年12月7日  | その向こうへ   | TKCA-72958 | 1. 99% 2. 花 3. アルペジオ 4. 君と雪の日 5. 蝉の声と茜色 6. その向こうへ | 徳間ジャパンコミュニケーションズ |
| 3rd | 2006年12月20日 | ティアドロップ | COCX-34089 | 1. 99% 2. ティアドロップ 3. 季節日記 4. 上弦の月 5. 空っぽの両手に       | 日本コロムビア                   |